# فخيدة (المكلا)

تعديل مصدري - تعديل

فخيدة هي إحدى قرى عزلة المكلا بمديرية المكلا التابعة لمحافظة حضرموت، بلغ تعداد سكانها 157 نسمة حسب تعداد اليمن لعام 2004.